# Per-Olov Härdin
Per-Olof Birger "Pära" Härdin, född 17 september 1937, död 1 februari 2021 i Gävle, var en svensk bandy- och ishockeyspelare som blev världsmästare i ishockey 1962 i Colorado Springs. Han var uppvuxen i Ljusdal.
Per-Olov Härdin startade sin karriär som talangfull bandyspelare i Söderhamn. Efter en tid satsade han på hockey i första hand. Han spelade för Gävle GIK och Strömsbro IF i Division I i ishockey som fram till 1975 var högsta divisionen.
I ishockey blev han svensk mästare med Gävle GIK och senare även världsmästare med Tre Kronor i VM i ishockey 1962 i Colorado Springs och Denver, Colorado.

## Klubbar
- Gävle GIK 1956–1957 Division 1
- Strömsbro IF 1958–1959 Division 1
- Strömsbro IF 1959–1960 Division 1
- Strömsbro IF 1960–1961 Division 1
- Strömsbro IF 1961–1962 Division 1
- Strömsbro IF 1962–1963 Division 2
- Strömsbro IF 1963–1964 Division 1
- Strömsbro IF 1964–1965 Division 1
- Strömsbro IF 1965–1966 Division 2
- Strömsbro IF 1967–1968 Division 1

## Meriter
- SM-guld 1957
- Stora Grabbars Märke 96
- VM-silver 1963
- EM-silver 1963
- VM-guld 1962
- EM-guld 1962
- VM-fyra 1961
- EM-brons 1961
- Uttagen i Sveriges All Star Team 1961